# Uitzinnig (lied)
Uitzinnig is een lied van de Nederlandse zangeres Froukje. Het werd in 2022 als single uitgebracht en stond in hetzelfde jaar als eerste track op de gelijknamige ep.

## Achtergrond
Uitzinnig is volledig door Froukje zelf geschreven en geproduceerd. Het is een nummer dat past in de genres nederpop en alternatieve pop. In het lied zingt Froukje op een cynische manier over gelukkig zijn. Ze zingt alsof ze het is, maar in de tekst kom naar voren dat ze eigenlijk nog steeds naar liefde en validatie op zoek is. Froukje vertelde in een interview dat de titel Uitzinnig op twee manier kan worden geïnterpreteerd; als vreugdige uiting, maar ook als wanhopige.

## Hitnoteringen
De artiest had bescheiden succes met het lied in Nederland. Het stond op de 92e plaats van de Single Top 100 in de enige week dat het in deze hitlijst te vinden was. De Top 40 en haar Tipparade werden niet bereikt.